# May Blossom
May Blossom is een Amerikaanse dramafilm uit 1915 onder regie van Allan Dwan.

## Verhaal
Bij het begin van de Amerikaanse Burgeroorlog woont May Blossom in een Zuidelijk vissersdorpje. Zij is verliefd op Richard Ashcroft, maar haar vader heeft Steve Harland als bruidegom uitgekozen voor haar. Steve is ooggetuige van de arrestatie van Richard door Noordelijke troepen. Richard smeekt hem om aan May te vertellen dat hij terug zal keren. Steve gaat ervan uit dat zijn rivaal zal worden doodgeschoten en vertelt May dat Richard is verdronken. Steve en May trouwen, maar na de geboorte van hun eerste dochter keert Richard terug.

## Rolverdeling
| Acteur            | Personage        |
| ----------------- | ---------------- |
| Russell Bassett   | Tom Blossom      |
| Donald Crisp      | Steve Harland    |
| Marshall Neilan   | Richard Ashcroft |
| Gertrude Norman   | Tante Deborah    |
| Gertrude Robinson | May Blossom      |